# Cornelius Diependaal

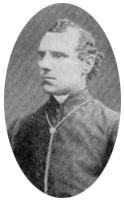
Cornelius Diependaal um 1889

Cornelius Diependaal (eigentlich Cornelis Diependaal; * 26. Oktober 1829 in Egmond aan Zee; † 22. November 1893 in Schiedam) war von 1875 bis 1893 alt-katholischer Bischof von Deventer.

## Leben
Er wurde als Sohn des Adelbertus Diependaal und der Agatha Bruinenberg geboren. Ab dem 1. September 1843 besuchte er das Seminar in Amersfoort. Die Priesterweihe empfing er am 7. März 1857 durch den Bischof von Haarlem, Henricus van Buul. Als Pfarrer wirkte er in Den Helder (1860 bis 1875) und in Schiedam (1875 bis 1893).
Das Metropolitankapitel zu Utrecht wählte ihn am 5. Februar 1874 zum Erzbischof des altkatholischen Erzbistums Utrecht, er lehnte diese Wahl jedoch am 18. Februar 1874 dankend ab.
Am 30. Juni 1875 wurde er zum Bischof von Deventer ernannt und empfing nach Annahme am 17. November 1875 in Rotterdam die Bischofsweihe von Erzbischof Johannes Heykamp unter Assistenz der Bischöfe Casparus Johannes Rinkel und Joseph Hubert Reinkens. Im September 1880 wurde er Kanonikus des Metropolitankapitels und am 18. Februar 1884 Erzpriester (Dekan) für Schieland und Südholland.
Er war Mitunterzeichner der Utrechter Erklärung vom 24. September 1889.